# Kalanchoe luciae
Kalanchoe luciae är en fetbladsväxtart. Kalanchoe luciae ingår i släktet Kalanchoe och familjen fetbladsväxter.

## Underarter
Arten delas in i följande underarter:
- K. l. luciae
- K. l. montana

## Bildgalleri

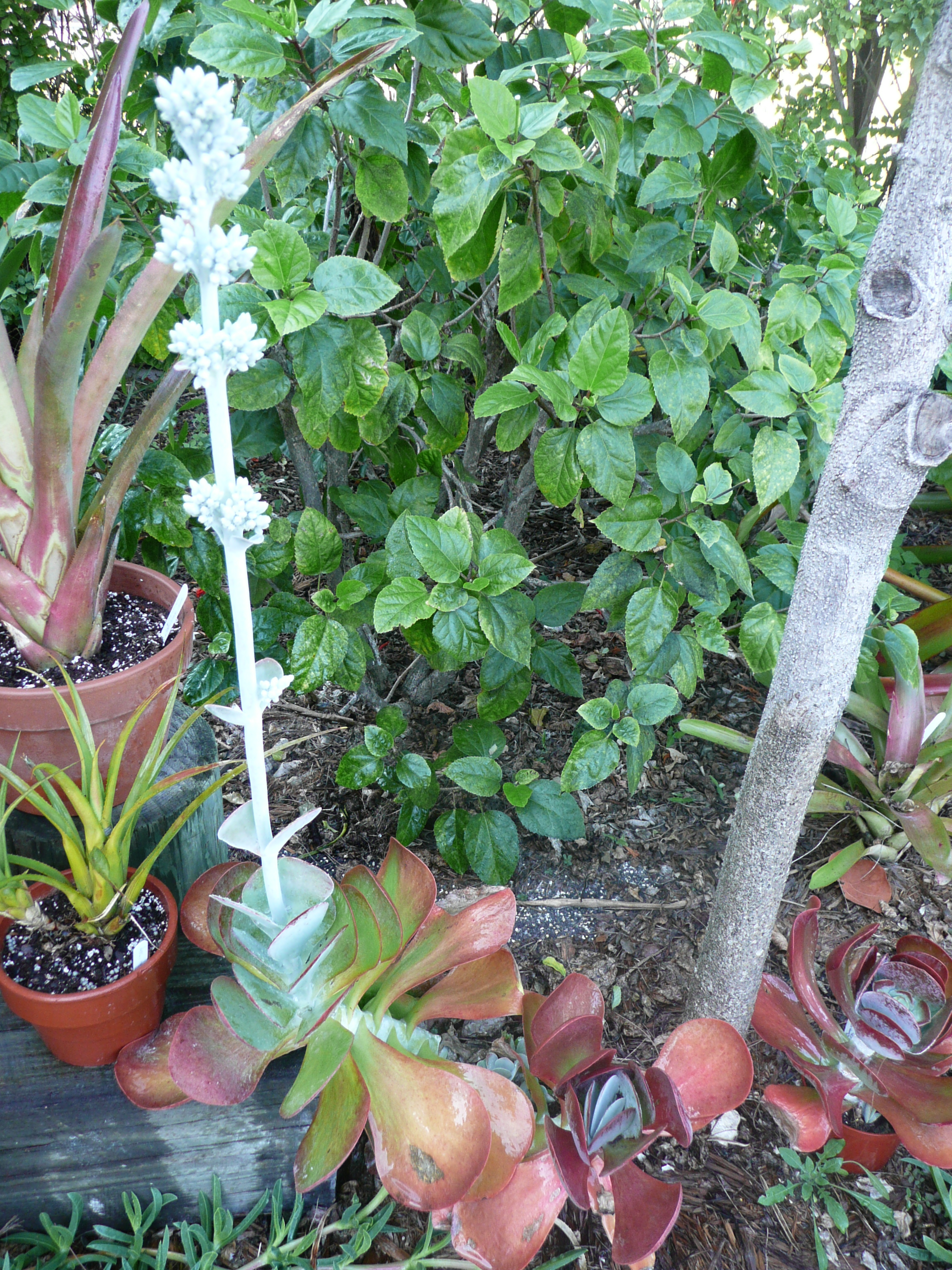
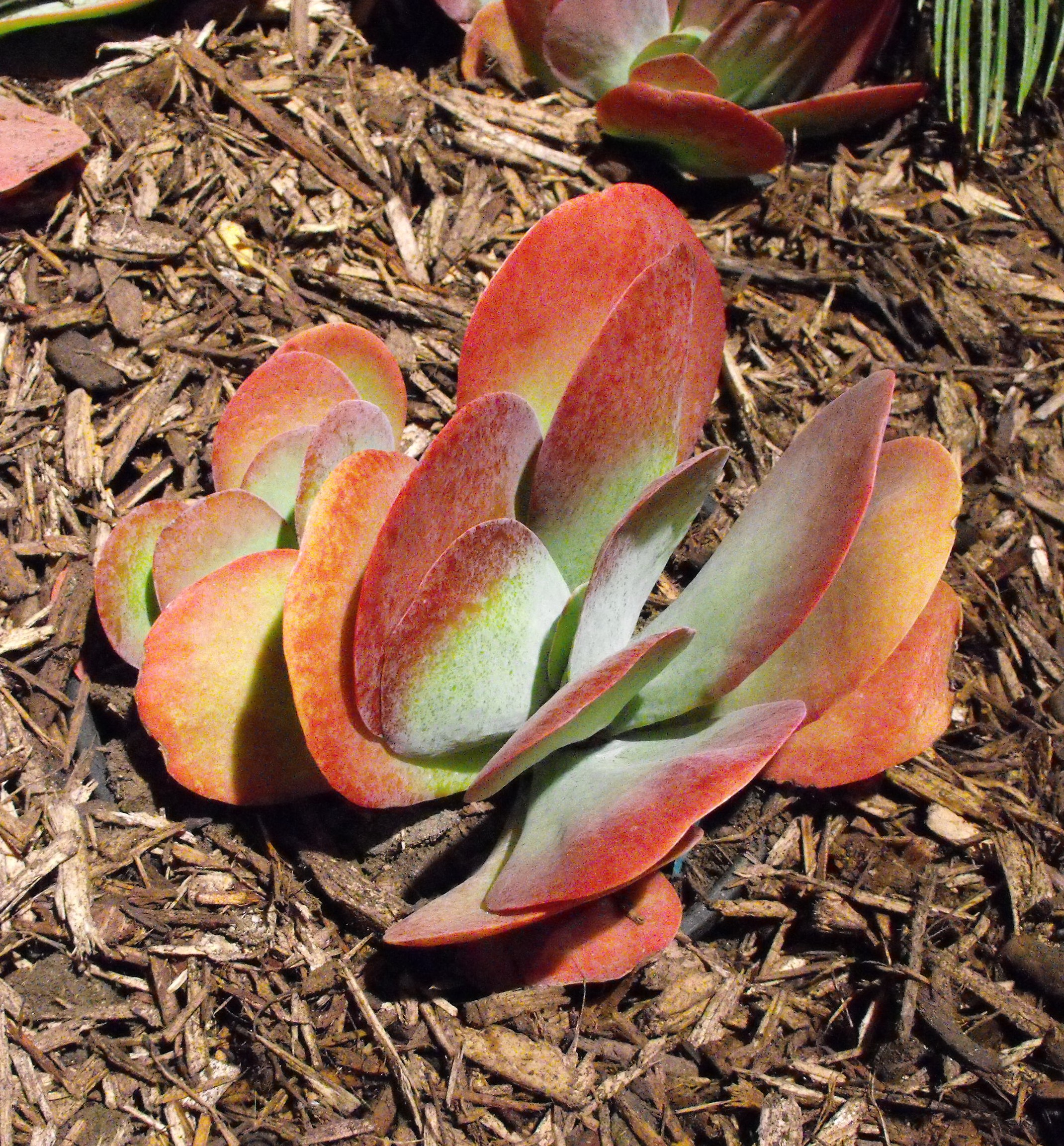
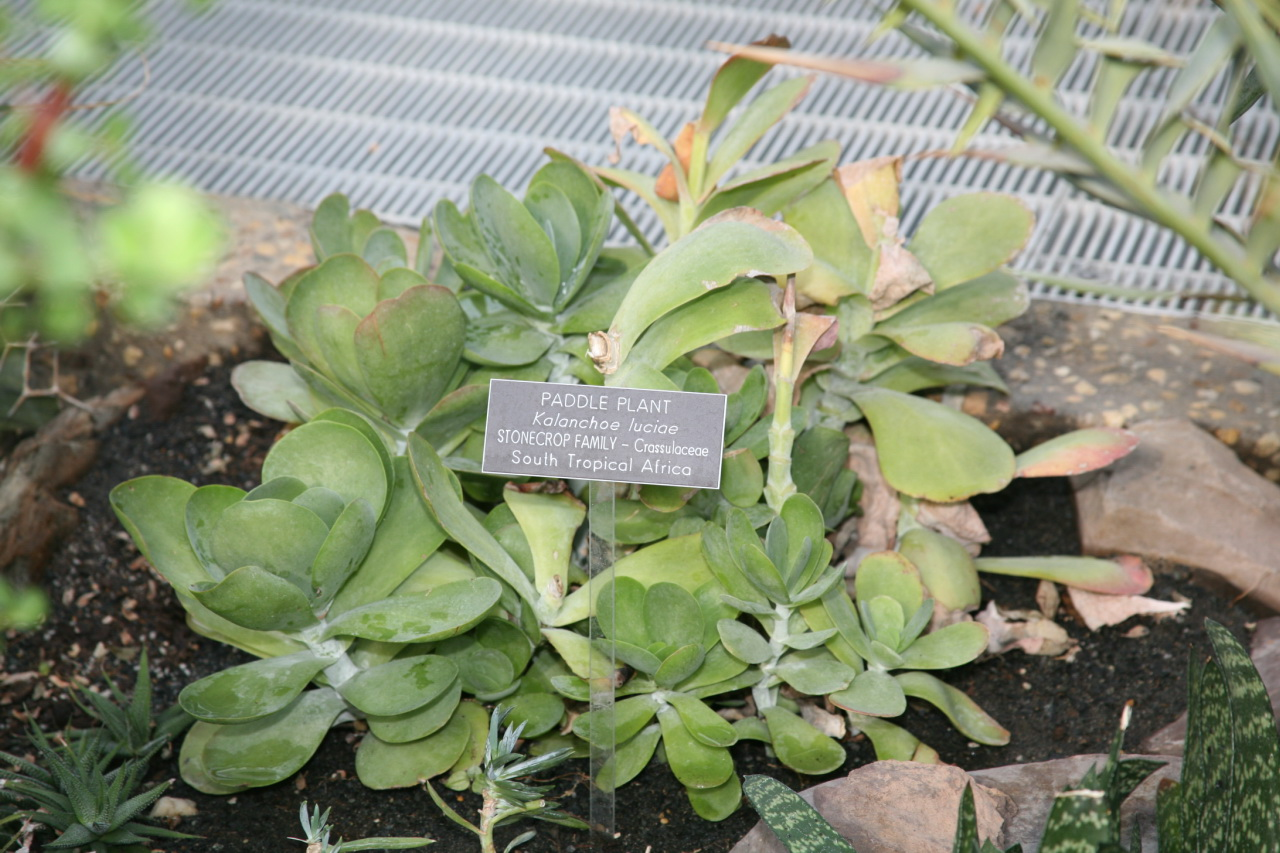
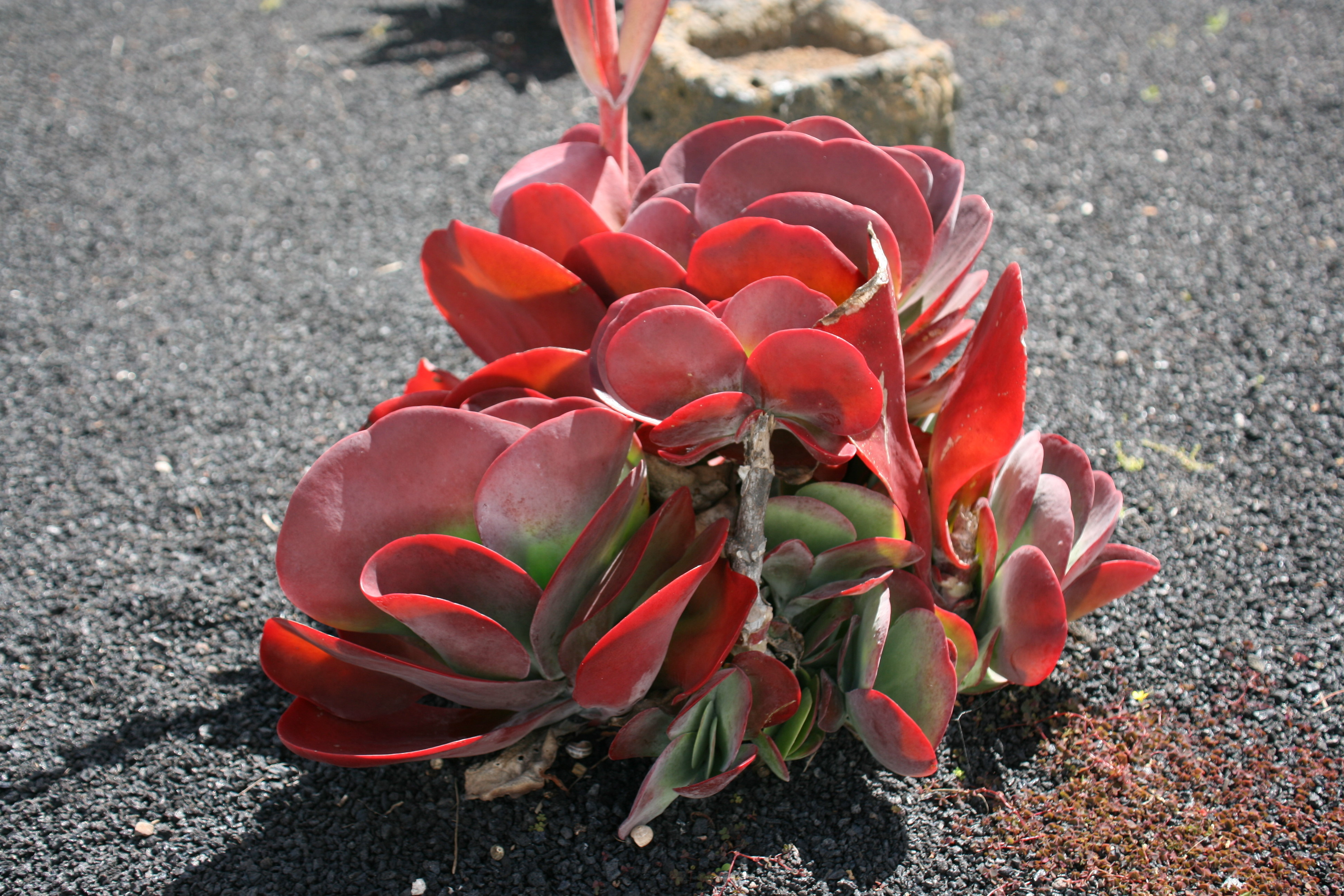
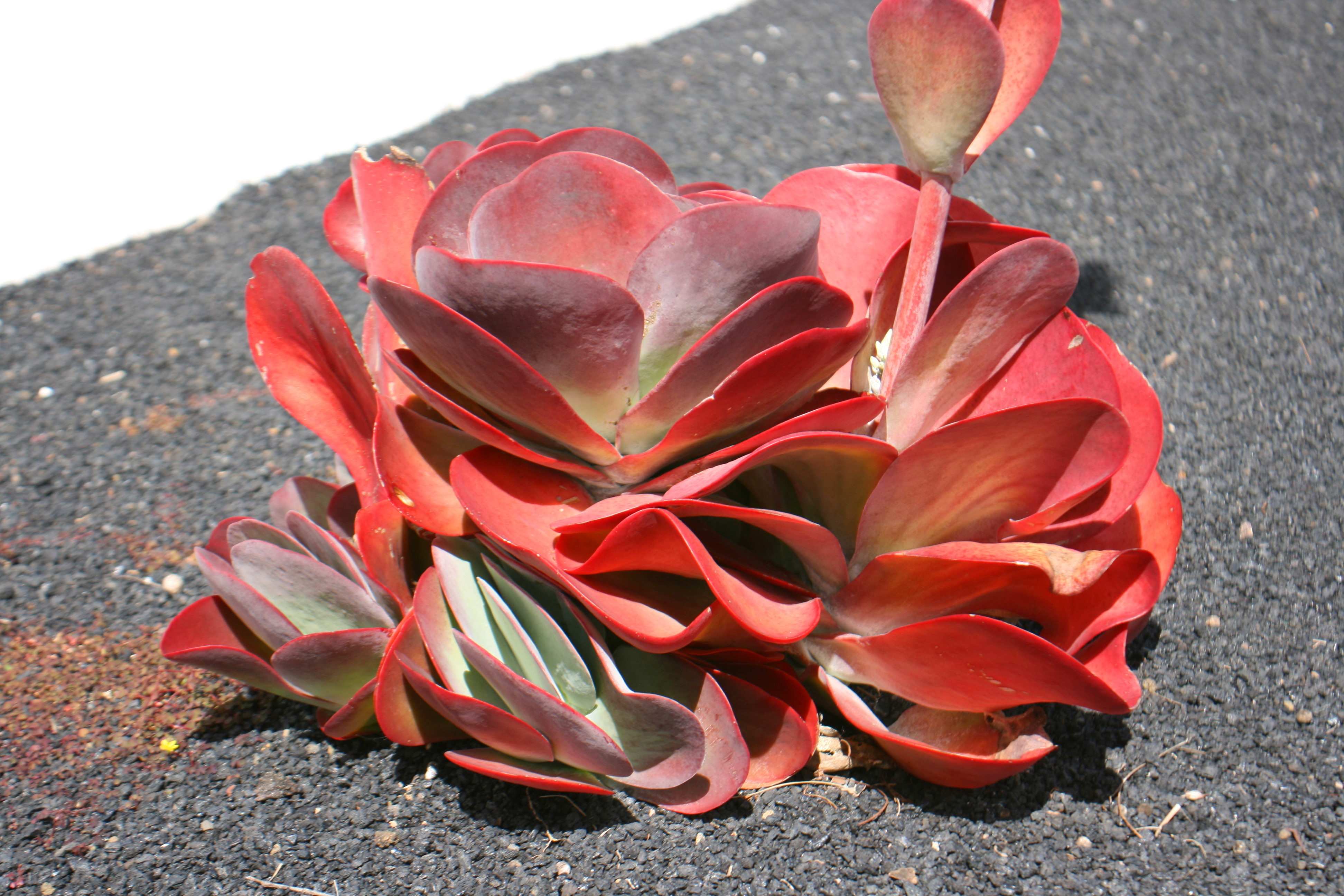